# Gefecht bei Grüningen
Geldern – Hastenbeck – Rheinberg – Krefeld – Sandershausen – Mehr – Lutterberg – Bergen – Minden – Gohfeld – Fulda – Korbach – Emsdorf – Warburg – Rhadern – Kloster Kampen – Langensalza – Saalfeld – Vellinghausen – Arnsberg – Wilhelmsthal – Lutterberg – Brücker Mühle
Das Gefecht bei Grüningen (auch Schlacht bei Grüningen, frz.: Combat de Grüningen, Combat de Grummingen) fand am 25. August 1762 während des Siebenjährigen Krieges bei Grüningen (westdeutscher Kriegsschauplatz, nahe Gießen) statt.
Die kleinere französische Niederrheinarmee unter dem Prinzen de Condé strebte einer Vereinigung mit der geschwächten Oberrheinarmee zu. Der Erbprinz von Braunschweig versuchte mit einer kleinen alliierten Armee die Vereinigung zu verhindern. Die Oberrheinarmee kämpfte gegen den preußischen Verbündeten, den Herzog von Braunschweig. Alle vier Armeen rückten so in Richtung der Wetterau zusammen. Nach Vorgefechten und dem Einbruch der Nacht vom 24. zum 25. August bezogen die französischen Truppen Stellung am Wall des noch vorhandenen römischen Wetterau-Limes bei Grüningen. Die Franzosen täuschten einen Abzug vor, verstärkten aber in breiter Front den Limeswall mit Kanonen aus Gießen. Bei dem Erbprinzen ging die Meldung ein, dass sich Prinz Condé zurückziehe. Der Angriff der am 25. August heranrückenden Alliierten geriet nach zwei Stunden heftigen Artilleriefeuers ins Stocken. Das Gefecht endete mit dem Rückzug der Alliierten nach Grünberg.

## Siebenjähriger Krieg
Der Siebenjährige Krieg (1756–1763) war der Konflikt seiner Zeit, England und Frankreich rivalisierten in den Kolonien und auf den Meeren. Das mit England verbündete Preußen kämpfte nicht nur gegen Österreich, das das im Zweiten Schlesischen Krieg (1744–1745) verlorene Schlesien zurückerobern wollte, sondern auch mit Russland, Frankreich, Schweden und dem Reich um seine Existenz („La déstruction totale de la Prusse“). England und Kur-Hannover (Braunschweig-Lüneburg) standen in Personalunion (Der König von Großbritannien war gleichzeitig Kurfürst von Braunschweig-Lüneburg). Frankreich konnte England am leichtesten in Hannover treffen. Die Aufgabe der preußischen Alliierten in Deutschland, Kurhannover/Großbritannien, Braunschweig, Hessen-Kassel u. a., unter dem Herzog von Braunschweig – Schwager Friedrichs des Großen und Vetter des englischen Königs – war es, die westliche Flanke der Preußen gegen die Franzosen zu schützen. Andererseits war es im Sinne Großbritanniens französische Kräfte auf dem Kontinent zu binden („America has been conquered in Germany“, William Pitt d. Ä, Premierminister von Großbritannien, 1761). Frankreich verlor nach den Niederlagen in den Kolonien und auf den Meeren merklich das Interesse am Krieg in Deutschland. Der Krieg in Nordamerika war 1761 zugunsten Großbritanniens entschieden. Frankreich hatte 1762, auch in der Folge der allgemeinen Erschöpfung der Kriegsparteien (Kriegsmüdigkeit), Friedensverhandlungen mit Großbritannien aufgenommen. Das Gefecht fand während des Feldzugs 1762 im letzten Jahr des Krieges statt.

## Feldzug 1762
Die Franzosen bemühten sich für das Kriegsende eine möglichst gute Stellung in Deutschland zu sichern, so sollte Kassel, die Landeshauptstadt der Landgrafschaft Hessen-Kassel, als Faustpfand behauptet werden, auch Göttingen und Minden waren als vorgeschobene Stellungen besetzt. Frankreich hatte sich in den Besitz des größten Teils Hessens gesetzt. Die Alliierten wollten die Franzosen aus Hessen vertreiben, da eine Belagerung von Kassel oder Göttingen nur feindliche Truppen auf hannöversches Gebiet gezogen hätte und die Städte von selbst fallen würden, sobald die französische Hauptarmee in Hessen entscheidend geschlagen wäre. Der Armeeführung am Versailler Hof lag daran keinen Teil von Hessen preisgeben zu müssen, weshalb sich die Armeen hinhaltend und defensiv (s. a. Kabinettskrieg) verhielten, um keinen Verlust eines größeren Teils Hessens zu riskieren. Frankreich hatte nach dem Winterquartier zwei Armeen auf dem westlichen Kriegsschauplatz in Deutschland stehen, die Hauptarmee („Oberrheinarmee“) unter den Marschällen Soubise und Estrées in Hessen im Gebiet der Werra und der Fulda bis hin zum Main und Rhein sowie die kleinere Nebenarmee („Niederrheinarmee“) in Westfalen und am Niederrhein unter dem Prinzen de Condé. Von der Armee der preußischen Verbündeten unter dem Herzog von Braunschweig, die nördlich der Diemel (nördlich Kassel) stand, wurde u. a. ein Teil unter dem Erbprinzen von Braunschweig, dem Neffen des Herzogs, der französischen Armee am Niederrhein gegenübergestellt. In den letzten Kriegstagen ging es für Frankreich im Grunde längst nur noch um strategische Positionen für die Friedensverhandlungen.

## Ausgangslage

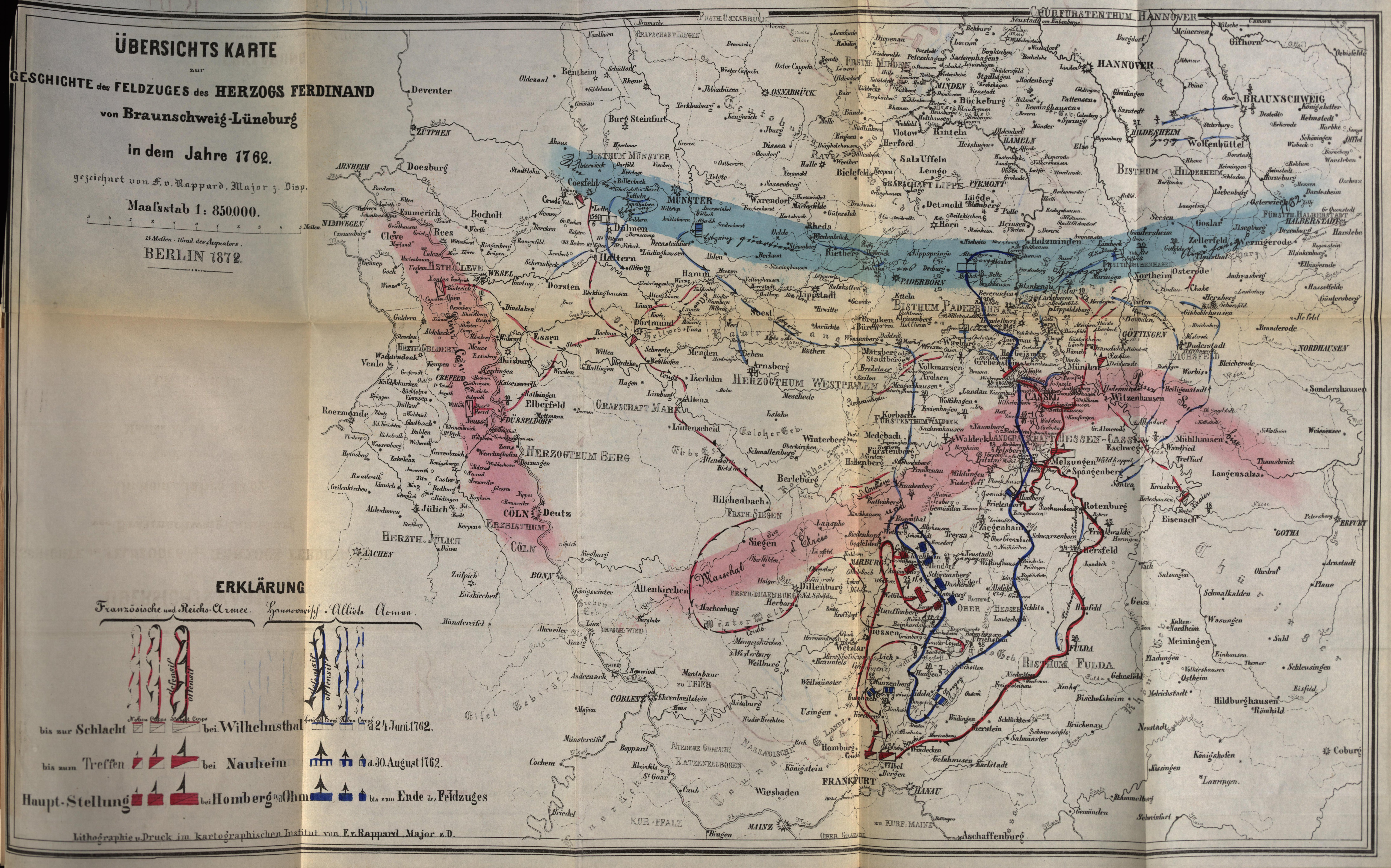
Übersichtskarte zur Geschichte des Feldzugs des Herzogs Ferdinand von Braunschweig-Wolfenbüttel im Jahre 1762

Nach der Niederlage in der Schlacht bei Wilhelmsthal am 24. Juni zog sich die französische Hauptarmee unter die Kanonen des befestigten Kassel zurück. Der Herzog von Braunschweig schnitt den Franzosen die Verbindung nach Frankfurt ab und erbeutete und vernichtete die Magazine in Rothenburg. Die Versorgungslage der französischen Armee bei Kassel wurde zunehmend schlechter (Fouragemangel, Unsicherheit der Verbindungen), sodass eine Zurückverlegung der Armee nach Hessen notwendig schien. Schon bevor der Herzog am 23. Juli in der Schlacht bei Lutterberg den Prinzen Xaver von Sachsen geschlagen hatte, wurde die französische Nebenarmee unter Condé am 17. Juli nach Hessen befohlen um sich mit der geschwächten Hauptmacht zu vereinigen und sie zu entlasten.
Condé rückte am 23. Juli mit der Nebenarmee vom Niederrhein und Westfalen über den Westerwald nach Dillenburg, gesichert wurde der Marsch vom Korps Conflans. Der Erbprinz von Braunschweig setze Condé am 25. Juli nach. Er kam über Korbach und Frankenberg am 1. August in die Nähe von Marburg. Von der französischen Hauptarmee bei Kassel wurde General Stainville entsandt um die Verbindung zu Condé herzustellen und um die Proviantversorgung zu sichern. Der Herzog von Braunschweig befahl daraufhin General Luckner, der zuvor Fulda erobert hatte, Stainville anzugreifen, den Luckner aber für zu stark hielt. Der Herzog plante für den 7. August einen allgemeinen Angriff der alliierten Armee in mehreren Gruppen über die Fulda um die Franzosen aus der Gegend von Kassel zu verdrängen. Die Ausführung blieb jedoch hinter den Erwartungen zurück. Condé hatte inzwischen Grünberg erreicht, wo sich ihm General Hardenberg an der Ohm gegenüberstellte um ihm den Übergang nach Norden zu verwehren. General Wurmser eroberte daraufhin Ulrichstein und bedrängte den linken Flügel des Korps des Erbprinzen, worauf Luckner zur Flankendeckung des Erbprinzen nach Alsfeld rückte. Condé konnte den Erbprinzen nicht Richtung Lauterbach und Hersfeld umgehen, da dies seinen Nachschub von Frankfurt und Gießen bedroht hätte. Condé und der Erbprinz beobachteten sich gegenseitig und standen nur in leichter Berührung.
Die Friedensverhandlungen zwischen Frankreich und England zögerten sich immer noch hinaus. Die französischen Marschälle waren wegen der Versorgungszustände ihrer Armee bei Kassel wiederholt in Versailles vorstellig geworden. Der Versailler Hof wollte es nicht mehr auf eine Niederlage bei Kassel ankommen lassen und erteilte dem Oberkommando der Armee am 14. August die völlige Freiheit für ihre Operationen. Für den 16. August ordneten Soubises und d’Estrées die Räumung von Göttingen und Minden und den Abmarsch aus Kassel an, wo eine starke Besatzung zurückblieb. Nach der Vereinigung mit der Niederrheinarmee sollte Kassel ggf. in einer Offensive wieder entsetzt werden. Am 20. August stießen die freigewordenen Besatzungstruppen zur Armee bei Hersfeld. Nach dem für die Alliierten überraschenden Abmarsch der Franzosen wurde Kassel sogleich belagert. Das gesamte Kriegsgeschehen verlagerte sich nach Oberhessen. Oberstes Ziel der Alliierten war es nun Frankreich aus Hessen zu vertreiben, Condé vor der Vereinigung der Armeen zu schlagen und die beide Heeresgruppen hinter den Main zu drängen.
Bedrängt vom Herzog musste die französische Hauptarmee Richtung Büdingen gehen, um sich bei Friedberg mit Condé treffen zu können.

## Gefechtsverlauf
Der Erbprinz teilte sein Korps in drei Kolonnen ein, unterstellte sie den Generalleutnants Hardenberg, Oheimb und Bock, ließ das Gepäck seines Korps unter leichter Bewachung (Bedeckung) zurück und brach mit seinen Truppen um acht Uhr morgens nach Lich auf. Gemeinsam mit dem Korps Luckner ging er persönlich als Vorhut (Avantgarde) voraus. Bei Lich sahen sie die französischen Truppen auf einer Anhöhe bei Grüningen lagern. Der Erbprinz überschritt mit den drei Kolonnen und dem Korps Luckner bei Lich, Arnsburg, Muschenheim und südlich von Muschenheim die Wetter und marschierte Richtung Eberstadt, wo er die Soldaten sich zum Angriff formieren ließ. Die Alliierten konnten die vorgeschobenen leichten Truppen der Franzosen zwar zurückdrücken und teilweise in Richtung Butzbach abdrängen, das Gefecht jedoch wegen der einbrechenden Nacht nicht fortsetzen. Die Truppen des Erbprinzen verbrachten die Nacht bewaffnet zwischen Holzheim und Dorf-Güll. Die leichten Truppen (Vortruppen) beider Armeen blieben die gesamte Nacht über in Berührung. Condé zog sich in der Nacht hinter den noch vorhandenen Wetterau-Limes („Pfahlgraben“, „Landwehr“) bei Grüningen zurück. Er verstärkte den Limeswall in breiter Front mit schwerer Artillerie, mit der er nun das ganze Vorgelände beherrschte und hinter der er in Deckung lag. Am Morgen des 25. August fanden die Alliierten die Franzosen nicht in ihren vorherigen Stellungen vor, klärten in alle Richtungen auf und glaubten, sie seien erneut abgezogen. Der Erbprinz hielt gemeldete Truppen hinter Grüningen für eine Nachhut der Franzosen und beschloss dieser sofort nachzusetzen und sie anzugreifen. Er ließ in zwei Treffen (Linien) auf beiden Seiten von Grüningen vorrücken, geriet aber in so heftiges Artilleriefeuer („lebhafte Kanonade“), dass die Alliierten drei von sechs hessischen Sechspfünderkanonen, die an der Spitze standen, verloren. Ein Angriff konnte unter diesen Umständen nur unter hohen Verlusten erfolgreich sein und die Franzosen konnten sich dann immer noch unter die Kanonen des fünf Kilometer nahen befestigten Gießen zurückziehen, wo 8 Bataillone zur Deckung der französischen Verbindung zum Main standen. Aufgrund dieser Erwägungen brach der Erbprinz das Gefecht ab, ließ um elf Uhr sein Korps nach Arnsburg und Luckner nach Münzenberg zurückgehen. Einige französische Dragoner folgten den Alliierten bis an die Wetter. Der Erbprinz ging am 26. August zurück in die verlassene Stellung in Grünberg, Luckner nahm Position in Wetterfeld bei Laubach und Condé zog weiter Richtung Friedberg.

Galerie
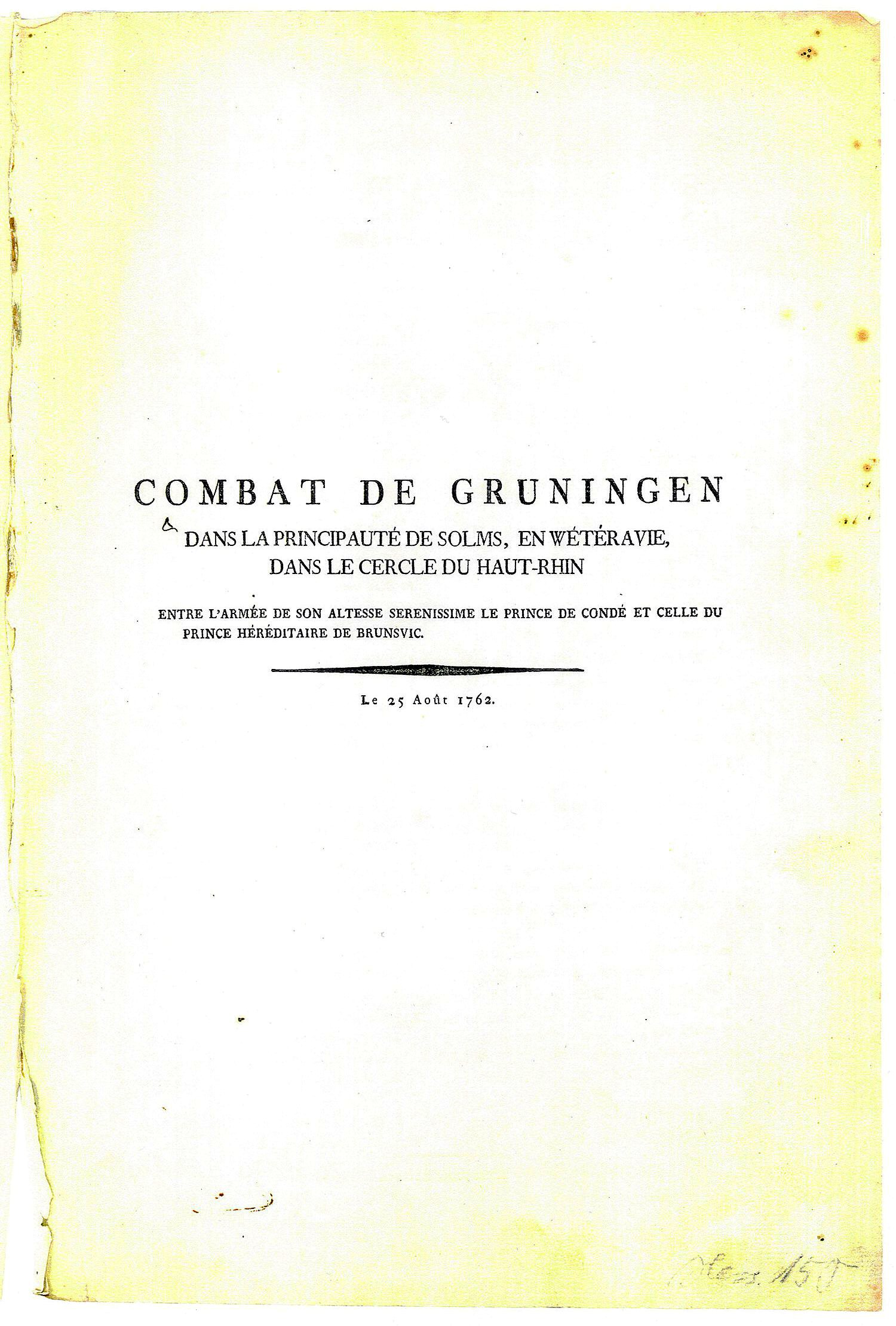
„Combat de Gruningen“, Titelblatt eines vierseitigen Drucks, 1762, 24,5 × 36,5 cm
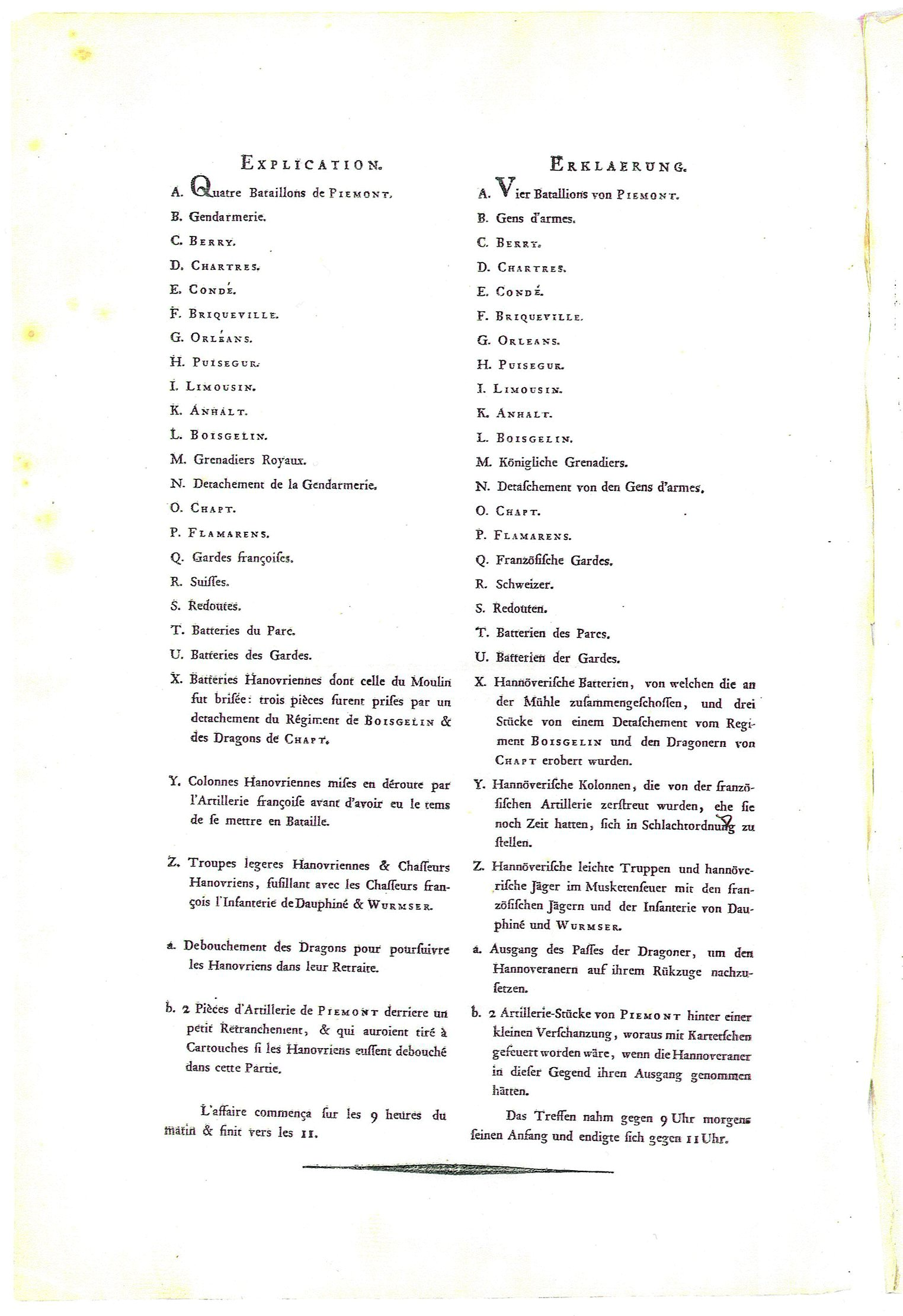
Ausführliche zweisprachige Legende der beteiligten französischen Truppenteile.
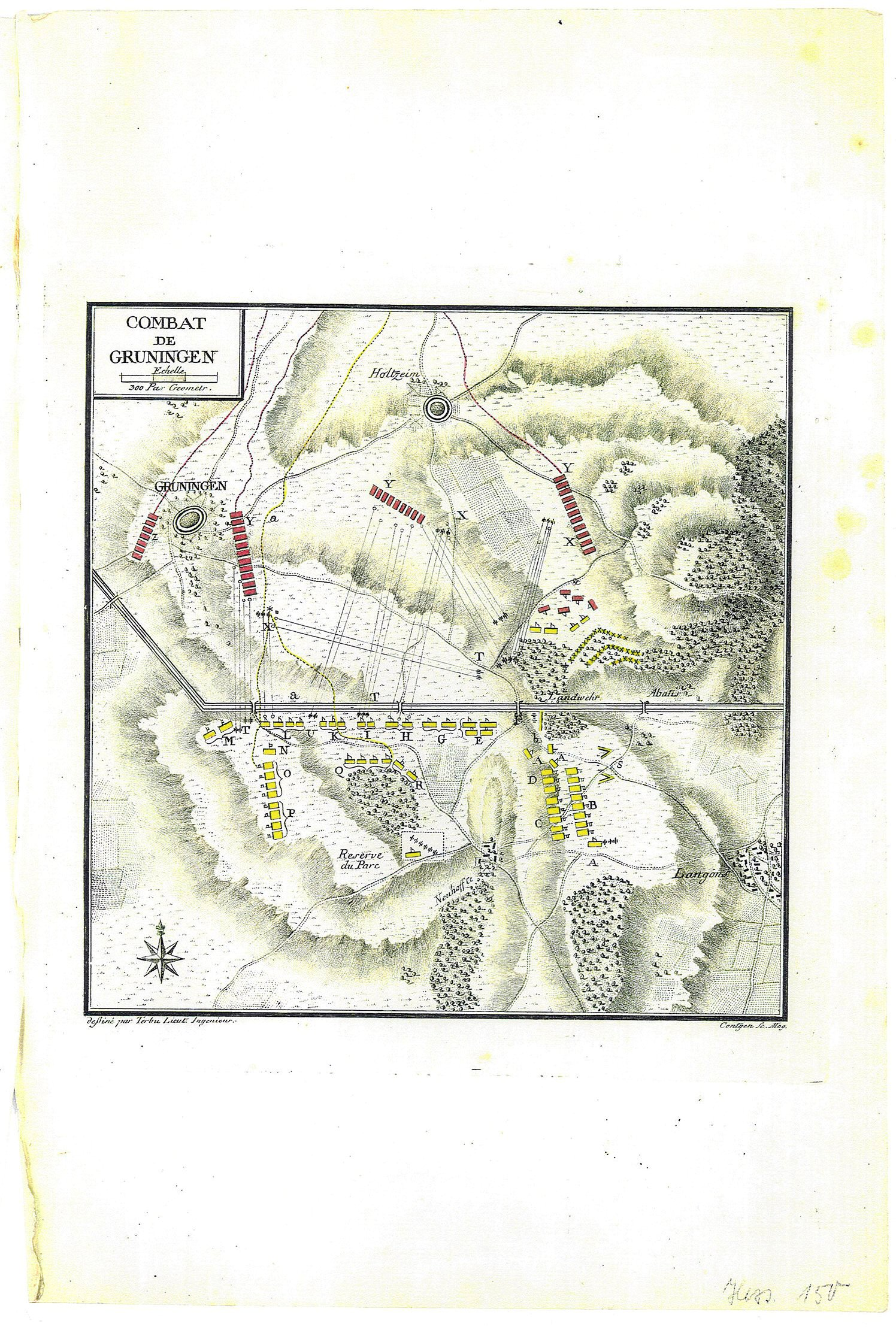
Nach Südosten ausgerichtete Karte. Plan mit den Stellungen der Truppen der Alliierten (rot) und der Franzosen (gelb). Landwerth = Limeswall, Abatis = Verhau

## Folgen des Gefechts

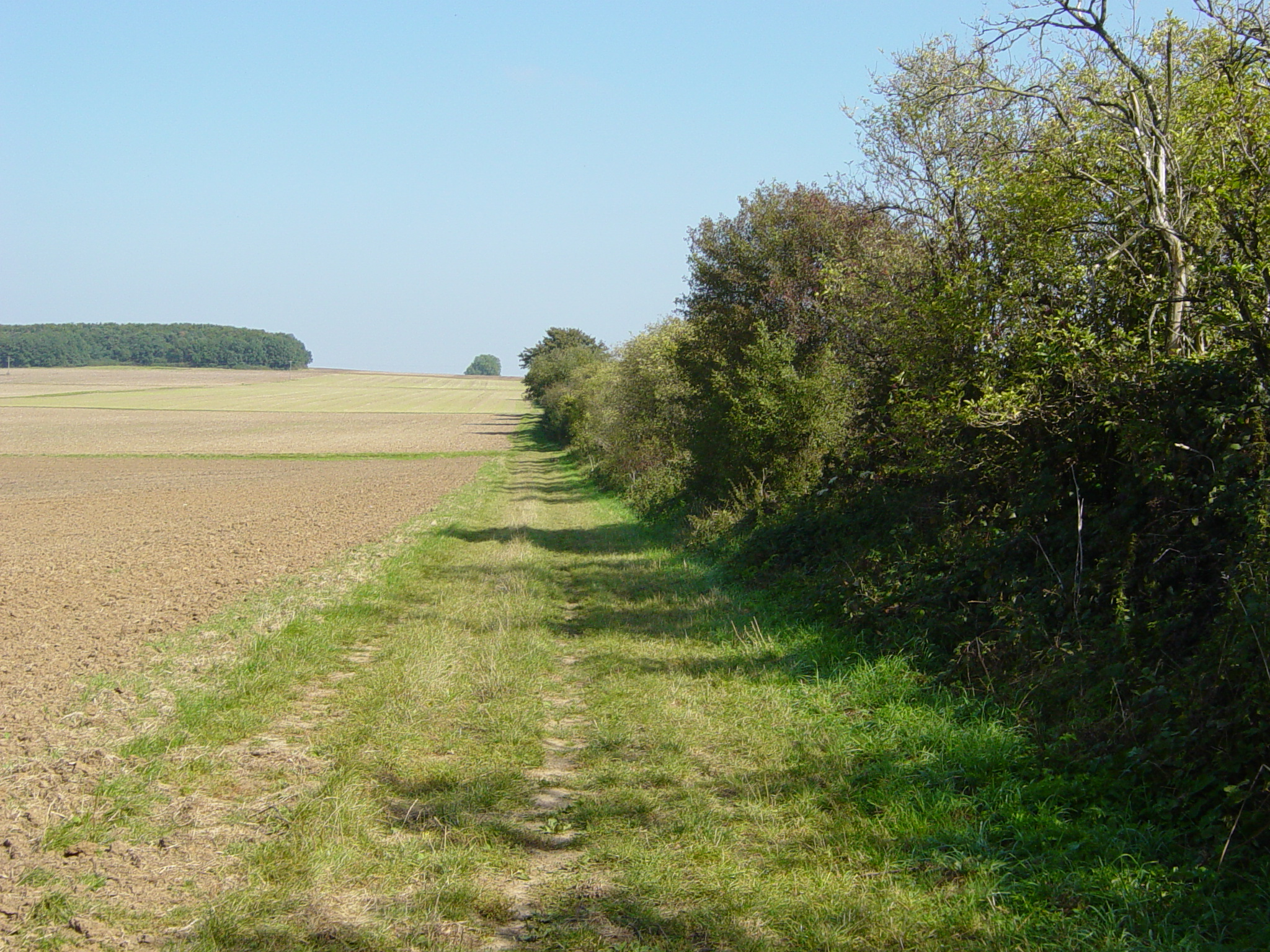
Verlauf des größtenteils heute eingeebneten und mit Hecken bewachsenen Limes nach Nordosten bei Grüningen (linke Seite: im Gefechtsplan die untere, „französische Seite“)

Nach dem Gefecht schrieb der Erbprinz an seinen Onkel den Herzog:

„Ich habe den Prinzen Condé über Lich gänzlich umgangen; er stand in Grüningen. Nun setzte er sich hinter den Polgraben. Ich dachte ihn anzugreifen; fand aber die ganze feindliche Armee und viel Canonen vor mir. Jetzt also marschiere ich nach den Höhen von Eberstad“

Das Korps des Erbprinzen hatte 150 Mann und 3 sechspfündige hessische Kanonen verloren. Verluste des Korps Luckner sind nicht überliefert. Das Gefecht bei Grüningen selbst war von geringer Bedeutung. Der Erbprinz von Braunschweig hatte sein Ziel, Condé vor einer Vereinigung mit der Hauptarmee entscheidend zu schlagen nicht erreicht. Die französische Armee zog sich trotz ihres Sieges in die Gegend von Nauheim zurück.
Am 30. August trafen die Armeen in der Schlacht am Johannisberg (bei Nauheim) erneut aufeinander. Im Laufe des Gefechts erreichte die französische Hauptarmee unter den Marschällen Soubise und Estrées ebenfalls das Schlachtfeld. Der verwundete Erbprinz musste nach Wölfersheim zurückgehen. Der Herzog von Braunschweig kam mit seinen Truppen nicht mehr rechtzeitig, um entscheidend in die Schlacht eingreifen zu können. Der Kriegsschauplatz verlagerte sich daraufhin wieder etwas nach Norden an die Ohm. Am 31. Oktober kapitulierte die französische Besatzung in Kassel. Frankreich schied bereits kurze Zeit später, nach dem Präliminarfrieden in Fontainebleau, am 3. November 1762, zwischen England und Frankreich, aus dem Krieg aus. Herzog Ferdinand hatte die Gebiete von Hessen-Kassel, Hannover und Teile von Westfalen zurückerobert. Frankreich konnte seine überseeischen Verluste so beim Friedensschluss nicht gegen deutsche Eroberungen anrechnen. Frankreich zog seine Truppen daraufhin aus Deutschland zurück.
Die Siege des Gefechts bei Grüningen und der darauffolgenden Schlacht am Johannisberg gehören zu den wenigen Siegen der Franzosen im Siebenjährigen Krieg. Prinz Condés früher Ruhm in Frankreich ging nicht zuletzt auf die beiden Schlachten zurück.

## Lokale Berichte

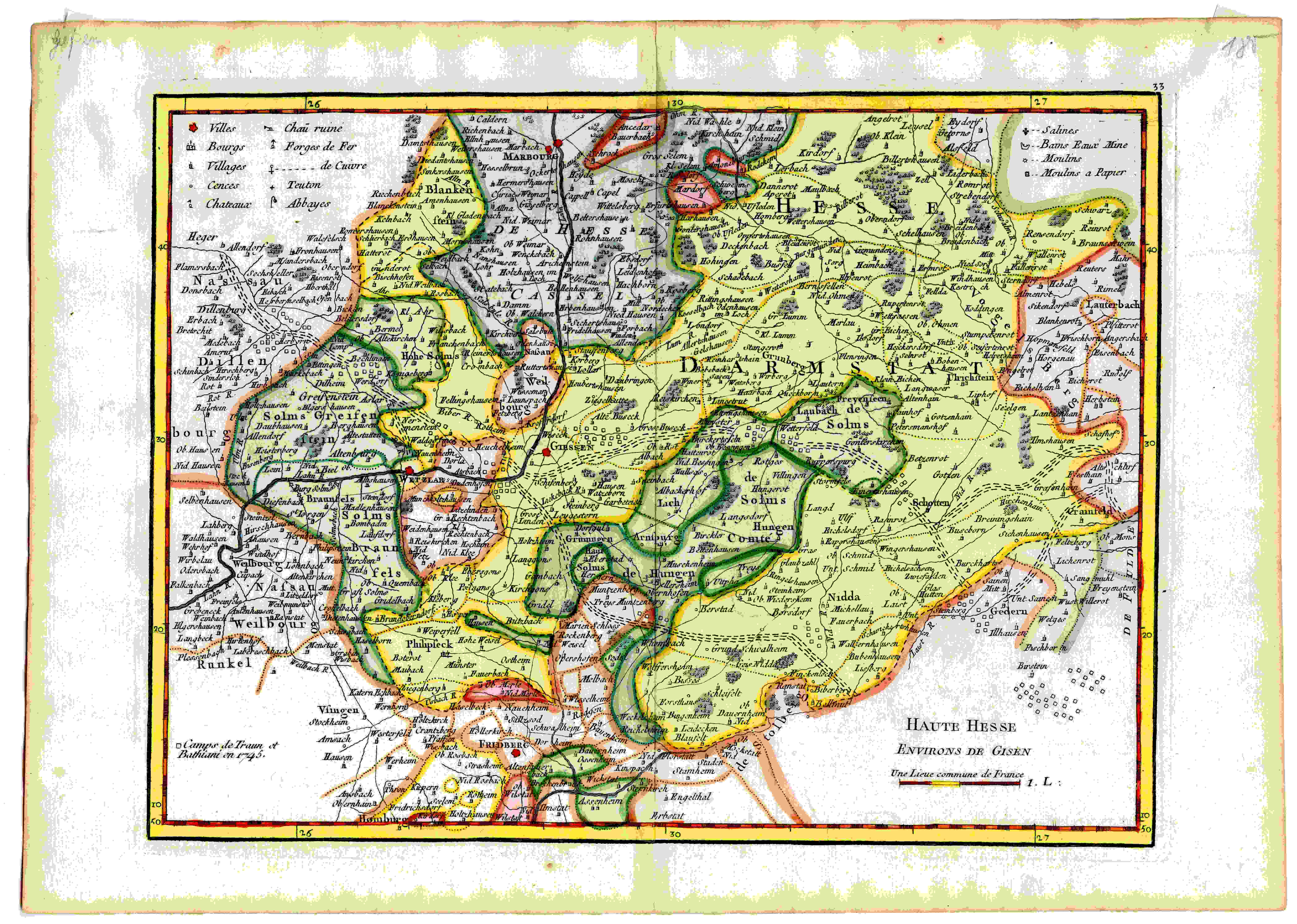
Oberhessen, Umgebung von Gießen. Aus einem frz. Atlas von 1759

Bereits seit 1757 war Mittelhessen Aufmarsch-, Kampf-, Operations- und Fouragierungsgebiet der alliierten und französischen Truppen. Die umliegenden Dörfer in den Gebieten des Fürstentums Solms-Braunfels und der Landgrafschaft Hessen-Darmstadt standen durch die Reichsexekution auf französischer Seite. Die Bevölkerung dieser Gebiete war den Franzosen daher nicht immer feindlich gesinnt. Fouragierungen, Plünderungen und Verwüstungen, aber auch Kontributionen an Magazine und ständige Einquartierungen belasteten die Bevölkerung, es nützte ihr somit nichts, dass ihr Landesherr auf französischer Seite stand. Sieben Jahre Krieg, wenn auch nicht immer in der Gegend, hinterließen tiefe Erschöpfung. Infolge des Mangels kam es zu einer Teuerung der Waren sowie einer Steigerung der Verschuldung der Staats- und Gemeindekassen.
Erhaltene lokale Niederschriften und Tagebücher berichten über das Ereignis:

„Am 25. August besetzten Vortruppen des Erbprinzen von Braunschweig Grüningen, das von den Franzosen geräumt worden war. Die gesamte französische Armee erwartete den Angriff in einer Stellung hinter dem Pfahlgraben mit dem rechten Flügel auf Höhe 247 (Ludwigshöhe), mit dem linken Flügel am nördlichen Ende des Pfahlgrabens.

In den Gehölzen am rechten Flügel (Lang-Gönser Wald, das „Gehackte“) waren Verhaue angelegt, aus Gießen waren schwere Geschütze herbeigeschafft worden. Der Erbprinz von Braunschweig ging ahnungslos, daß er die ganze Armee vor sich habe, gegen die Stellung am Südabhang des oberen Steinbergs vor. Da seine leichten Truppen ihm den Abmarsch des Gegeners nach Wetzlar gemeldet hatten, glaubte er, es nur mit einem Teil der französischen Armee zu tun zu haben

Gegen diese ließ er 9 Uhr vormittags die Avantgarde [Vorhut] in Stärke von 7 Bataillonen und 6 Geschützen vorgehen. 2 Bataillone gingen gegen die heute unter dem Namen „Wartberg“ bezeichnete Höhe 278 vor.

Als die Kolonnen den Kamm der Höhe erreichten, gerieten sie in ein äußerst lebhaftes Geschützfeuer, das nicht allein ihrem Vordringen ein sehr schnelles Ende bereitete, sondern auch die Hälfte ihrer Geschütze, die an der Windmühle in Stellung gegangen waren, gebrauchsunfähig machte und fast alle Bedienmannschaften und Pferde tötete. Jetzt erst erkannte man, daß dort die gesamte französische Armee stand und daß von einem Abzug derselben keine Rede war. Unter diesen Umständen verzichtete der Erbprinz auf einen Angriff und gab Befehl, auf Eberstadt zurückzugehen …“

„1762, dieses Jahr, wie es das letzte Kriegsjahr, so war es auch vor uns das erschrecklichste. Denn nicht zu gedenken der Fouragierung und Einquartierung, so kam die französische Armee auf unser Sommerfeld eben zu der Zeit, da man die Sichel anlegen wollte.

Abends 7 Uhr auf den 24. August griff der Erbprinz von Braunschweig die Franzosen an, welche ihr vorteilhaftes Lager bei Nacht in der größten Verwirrung verließen, und sich jenseits der Höhen postierten.

Des Morgens darauf drangen die hessischen Grenadiere in den Ort und hausten nicht zum Besten. Gegen 7 Uhr glaubte jedermann, es werde zur Schlacht kommen, weil es aber nicht möglich war, den Franzosen in ihren Verschanzungen beizukommen, so blieb es bei einer ensetzlichen Kanonade, welche 3 Stunden anhielt. Nach derselben, da sich der Erbprinz auf die Eberstädter Felder zurückzug drangen die Franzosen ein und hausten wie Barbaren. Mich, den Pfarrer, traktierten sie mit Stößen und Schlägen übel, plünderten im Haus und raubten was sie konnten.“

„Anno 1762 den 26. August ist das Hauptquartier vom Prinzen Conde dahier ins Gerstenfeld nach der Höh zu stehen kommen, wodurch das ganze Gerstenfeld nicht nur ruiniert, sondern auch nachgehends alles fouragiert worde, daß nichts von Heu und Sommerfrüchten geblieben; und hat der Prinz Conde, welcher von königlichem Geblüt war, mit 300 Pferd, 80 Maulthier und 200 Bedienten und 30 Köch im Pfarrhaus logieret.
Am 25. August war ein Scharmützel unter dem Erbprinzen von Braunschweig, dem General Luckner, Alliierterseits, sodann unter Anführung des Prinzen Conde, französischerseits bei Grüningen; und haben die Teutschen weichen müssen.“

„Designation was die alliierten Truppen den 24. August 1762 an Muschenheimer Einwohnern vor Exzessen begangen haben.

Kaspar Weisel: Ein Vorderrad aus einem Wagen 6 fl. 2 Schnecken ad 12 Pfund 4 fl. 1/4ling Weizenmehl 15kr, 5 Hühner 1 fl, 2 Maaß gesaltzener Butter 2 fl, 1 groß Topf mit Käß ad 10 Pfund 1 fl. 20 kr, zusammen 14 fl 35 kr.[…]

Sodann haben diese Trouppen der Gemeinde überhaupt abgepresset und beschädigt, als:
1. An Gerste, Hafer und Heu, so auf die Wagen geladen und nach der Armee transportiret worden 1056 rationen a 1 fl 15 kr = 2070 fl.
2. Haben sie noch 50 Trossen aufgepackt, jede Troß aufs geringste von 20 rationen, anzuschlagen tun 1000 rationen a 1 fl 15 kr = 1250 fl;
3. Haben die Leute hergeben müssen 6 Achtel pure Gerste a 6 fl = 36 fl;
4. Vor die Feldwachen haben wir geben müssen 30 L. Brot a 12 kr = 6 fl,
5. Ist der ganze Pferch sambt den Horden, so noch neu war, ruinirt worden; von Schultheiß und Gericht taxiert an 35 fl;
6. Sind dem Schäfer bei hellem Thage gewaltthätig genommn worden 8 paar Hämmel a 8 fl = 64 fl;

zusammen 3461 fl.“

## Trivia
30 Jahre nach dem Gefecht bei Grüningen, am 21. April 1797, fand im Zuge der französischen Revolutionskriege bei Grüningen erneut eine Schlacht statt. In dem Reitergefecht wurde Michel Ney, ein französischer General und späterer Marschall Napoleons, von österreichischen Husaren gefangen genommen und nach nur zweimonatiger Gefangenschaft nach dem Vorfrieden von Leoben ausgetauscht.